# Tepidanaerobacter
Tepidanaerobacter è un genere di batterio appartenente alla famiglia delle Thermoanaerobacteriaceae.